# 亥の子
亥の子（いのこ）は、旧暦10月（亥の月）の上の（上旬の、すなわち、最初の）亥の日のこと、あるいは、その日に行われる年中行事である。玄猪、亥の子の祝い、亥の子祭りとも。
主に西日本で見られる。行事の内容としては、亥の子餅を作って食べ万病除去・子孫繁栄を祈る、子供たちが地区の家の前で地面を搗（つ）いて回る、などがある。

## 起源
歴史的には、古代中国で旧暦10月亥の日亥の刻に穀類を混ぜ込んだ餅を食べる風習から、それが日本の宮中行事に取り入れられたという説や、景行天皇が九州の土蜘蛛族を滅ぼした際に、椿の槌で地面を打ったことに由来するという説もある。
この行事は次第に貴族や武士にも広がり、やがて民間の行事としても定着した。農村では丁度刈入れが終わった時期であり、収穫を祝う意味でも行われる。また、地面を搗くのは、田の神を天（あるいは山）に返すためと伝える地方もある。猪の多産にあやかるという面もあり、この日に炬燵開きをすると、火災を逃れるともされた。
九州から中国地方を中心として殊に知られる行事である。明治・大正時代には、関東以北で亥の子に関する行事は知られておらず、江戸・甲州で亥の子餅がみえるのは江戸時代からである。

## 行事
行事の実施形態はさまざまで、亥の子餅を食べるが石は搗かない、あるいはその逆の地方もある。

### 亥の子餅
旧暦10月亥の日亥の刻に食べる。餅は普通のものや茹で小豆をまぶした物などが作られるが、猪肉を表した特別なものが用意されることもある。

### 亥の子石

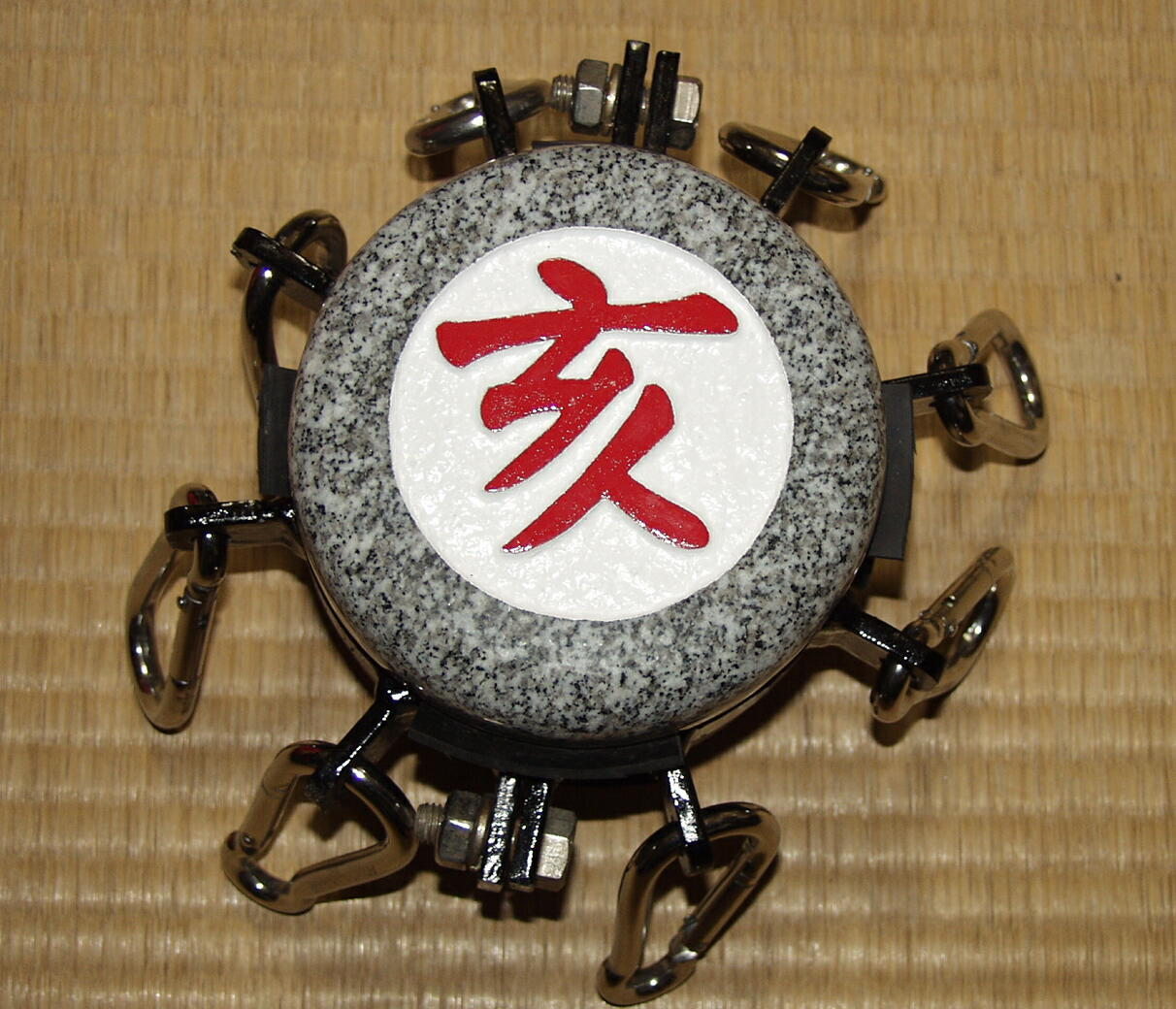
亥の子石

旧暦10月の亥の日の夕方から翌朝早朝にかけて、地区の子供たち（男子のみの場合もある）が集まり一軒一軒を巡って、歌を歌いながら平たく丸いもしくは球形の石に繋いだ縄を引き、石を上下させて地面を搗く。石の重さも1kg～10kg程度と地方により異なる。地方によって歌の内容は異なるが、亥の子のための歌が使用される。歌詞は縁起をかつぐ内容が多いが例外もある。子供たちが石を搗くとその家では、餅や菓子、小遣いなどを振舞う。振る舞いの無い家では悪態をつく内容の歌を歌われることもある。石のほか藁鉄砲（藁束を硬く縛ったもの。愛媛県日土町では『わらすぼ』と呼ばれる。同町では作成時、ハスイモの茎を芯として入れ込み、より大きく快い音を出す工夫をしていた子供もいた）を使う地方もある。藁鉄砲を使う事例により、東日本における旧暦10月10日に行われる同様の行事、十日夜（とおかんや）との類似性が指摘できる。
石を搗いた後は各家庭の庭先に石の形に半球の穴がのこり、大きいほど喜ばれた。またその風景が初冬の風物詩であったが、近年はコンクリートなどで舗装している場合がほとんどで、小さな畳を持ち運びその上で搗いたり、空中で搗く動作だけを行ったり、引き合うことでこすったりする地方もある。
なお、昭和40年代に、この時期になると準備や亥の子歌の練習に夢中になり、宿題や勉強がおろそかになることなどから、学校が亥の子行事を禁止し廃れてしまった地域もある。
また、「公民館行事」として保護奨励され未だ興隆している地域（愛媛県宇和島市吉田町など）もある。
愛媛県今治市菊間町では一軒一軒をまわるための小さい石を「いのこさん」。宿で使う石を「ごうりんさん」と呼ぶ。石を搗いた跡を踏むとバチが当たるとされ、跡を踏んだ人の髪の毛を三本抜く地区もある。宿とは最後の家のことで、最近子供が生まれた家が宿になることが多いが少子化で最近子供が生まれていない地区は集会所を使うことがある。

### 亥の子の歌
岡山県

#### 山口県
亥の子石,石の周辺に蔓（かずら）の輪を使う.亥の子のことを「ごうれんさま」という.
数え唄は愛媛県伊予市・大平武領地区に似る.子供が激減して行事は消滅.

「おがそうればさ」は意味不明．

#### 三重県
※ 藁鉄砲を使用する。「そーれ」の部分は主に上級生（その家の家族に参加者がいる場合はその人）が「大亥の子」と呼ばれる巨大な藁鉄砲を1人でつく。掛け声は全員で行う。

### こたつ
こたつを出す日とされる。

## 季語
冬の季語。